# Mario Amendola
Pour les articles homonymes, voir Amendola.
Mario Amendola, né à Recco le 8 décembre 1910 et mort à Rome le 22 décembre 1993, est un scénariste et réalisateur italien.
Au cinéma, il écrit le scénario de 153 films entre 1941 et 1987 et en réalise 37 entre 1949 et 1975 dont le premier western spaghetti, Terreur dans l'Oklahoma en 1959.

## Biographie
Mario Amendola commence sa carrière en 1931 comme scénariste pour des revues de vaudeville et obtient de grands succès dans les années 1930 avec ses mises en scène pour les artistes Erminio Macario et Wanda Osiris. Il écrit ensuite pour Carlo Campanini, Totò, Walter Chiari et Benjamin mai.
Auteur infatigable, il réalise 37 films, en particulier de comédie, tout en travaillant sur de nombreux scénarios de films, de pièces de théâtre et d'émissions de télévision. Il a souvent collaboré avec Ruggero Maccari puis avec Bruno Corbucci, avec qui il a formé une association de fer. Tous deux ont donné naissance au personnage populaire du policier Nico Giraldi, inspecteur de police honnête et intelligent, interprété par l'acteur cubain Tomás Milián dans onze néo-polars comiques entre 1976 et 1985 et réalisés par Bruno Corbucci.
Il meurt du diabète en 1993.
Il est l'oncle de l'acteur Ferruccio Amendola et du compositeur Federico Bonetti Amendola (it).

## Filmographie partielle

### Comme réalisateur
- 1949 : I peggiori anni della nostra vita (it)
- 1952 : Le Talon d'Achille (it) (Il tallone di Achille)
- 1953 : Finalmente libero (it), coréalisé avec Ruggero Maccari
- 1953 : La campana di San Giusto (it)
- 1954 : Bertoldo, Bertoldino e Cacasenno (it), d'après le recueil de nouvelles du même titre
- 1957 : I dritti (it)
- 1958 : L'amour est né à Rome (it) (L'amore nasce a Roma)
- 1958 : I prepotenti (it)
- 1958 : Le dritte
- 1959 : Simpatico mascalzone (it)
- 1959 : La Terreur de l'Oklahoma (it) (Il terrore dell'Oklahoma)
- 1960 :  Caravan Petrol
- 1960 : A qualcuna piace calvo (it)
- 1960 : La banda del buco (it)
- 1961 : Chasseurs de dot (it) (Cacciatori di dote)
- 1962 : Totò la nuit (Totò di notte n. 1)
- 1963 : Totò sexy
- 1963 : Vino, whisky e acqua salata (it)
- 1963 : Adultero lui, adultera lei
- 1964 : Le Voleur de Damas (it) (Il ladro di Damasco)
- 1965 : Soldati e caporali (it)
- 1966 : Piège nazi pour sept espions (Trappola per sette spie)
- 1967 : Addio mamma (it)
- 1967 : Cuore matto... matto da legare
- 1969 : Mes ennemis, je m'en garde ! (...dai nemici mi guardo io!)
- 1969 : Il terribile ispettore (it)
- 1969 : Franco, Ciccio e il pirata Barbanera (it)
- 1969 : Pensiero d'amore (it)
- 1970 : Lacrime d'amore (it)
- 1970 : Lady Barbara
- 1972 : Storia di fifa e di coltello - Er seguito der Più (it)
- 1973 : Quatre Zizis dans la marine (Pasqualino Cammarata... capitano di fregata)
- 1974 : Storia de fratelli e de cortelli
- 1975 : Il giustiziere di mezzogiorno
- 1976 : Due sul pianerottolo (it)

### Comme scénariste
- 1951 : Le Mousquetaire fantôme (La paura fa 90), de Giorgio Simonelli
- 1952 : Cinque poveri in automobile de Mario Mattoli
- 1952 : È arrivato l'accordatore de Duilio Coletti
- 1953 : Fermi tutti... arrivo io! de Sergio Grieco
- 1954 : Baracca e burattini de Sergio Corbucci
- 1954 : Hanno rubato un tram de Mario Bonnard et Aldo Fabrizi
- 1956 : Totò, Peppino e i fuorilegge de Camillo Mastrocinque
- 1957 : Le Destin d'un enfant (El maestro) d'Aldo Fabrizi et Eduardo Manzanos Brochero
- 1957 : La Belle et le Corsaire (Il corsaro della Mezza Luna) de G. M. Scotese
- 1960 : Caravan Petrol de lui-même
- 1967 : Furie au Missouri (I giorni della violenza) de Alfonso Brescia
- 1968 : Le Grand Silence (Il grande silenzio) de Sergio Corbucci
- 1968 : Tire, Django, tire (Spara, Gringo, spara) de Bruno Corbucci
- 1972 : Boccace raconte (Boccaccio) de Bruno Corbucci
- 1972 : Far West Story (La banda J.S.: Cronaca criminale del Far West) de Sergio Corbucci
- 1973 : Les Amazones, filles pour l'amour et pour la guerre (Le Amazzoni - Donne d'amore e di guerra)
- 1975 : Il cav. Costante Nicosia demoniaco ovvero: Dracula in Brianza de Lucio Fulci
- 1976 : Flics en jeans de Bruno Corbucci
- 1978 : Pair et Impair (Pari e dispari) de Sergio Corbucci
- 1980 : Mi faccio la barca de Sergio Corbucci
- 1981 : Salut l'ami, adieu le trésor (Chi trova un amico trova un tesoro) de Sergio Corbucci
- 1982 : Banana Joe de Steno
- 1982 : Viuuulentemente mia de Carlo Vanzina
- 1986 : Aladdin (Superfantagenio) de Bruno Corbucci
- 1987 : Rimini Rimini de Sergio Corbucci
- 1987 : Roba da ricchi de Sergio Corbucci

Films de Bruno Corbucci avec le personnage récurrent du policier Nico Giraldi
- 1976 : Flics en jeans (Squadra antiscippo)
- 1976 : Un flic très spécial (Squadra antifurto)
- 1977 : Nico l'arnaqueur (Squadra antitruffa)
- 1978 : Brigade antimafia (Squadra antimafia)
- 1979 : Brigade antigang (Squadra antigangsters)
- 1979 : Meurtre sur le Tibre (Assassinio sul Tevere)
- 1980 : Crime à Milan (Delitto a Porta Romana)
- 1981 : Delitto al ristorante cinese
- 1982 : Delitto sull'autostrada
- 1984 : Crime en Formule 1 (Delitto in Formula Uno)
- 1985 : Pas folle, le flic (Delitto al Blue Gay)

## Publications
- Mario Amendola et Jean-Luc Gaffard, Capitalisme et cohésion sociale, éd. Economica, 194 p.